# Risji pajek
Risji pajek (znanstveno ime Oxyopes lineatus) je vrsta pajkov iz družine risjih pajkov, ki je razširjena tudi v Sloveniji. 

## Opis
Dolžina telesa pri samcih znaša med 4 in 5 mm, samice pa so nekoliko večje in merijo med 6 in 8 mm. Aktivni so podnevi, ko lovijo iz zasede in plenijo druge žuželke in majhne nevretenčarje. Običajno na plen prežijo na manjših rastlinah tik nad tlemi, predvsem v grmovju in med travo.